# 肇慶府

広東省の肇慶府の位置（1820年）

肇慶府（ちょうけいふ）は、中国にかつて存在した府。宋代から民国初年にかけて、現在の広東省肇慶市一帯に設置された。

## 概要
1118年（重和元年）、北宋により端州が肇慶府に昇格した。軍号の興慶軍節度は肇慶軍節度と改称された。肇慶府は広南東路に属し、高要・四会の2県を管轄した。
1280年（至元17年）、元により肇慶府は肇慶路と改められた。肇慶路は江西等処行中書省に属し、高要・四会の2県を管轄した。
1368年（洪武元年）、明により肇慶路は肇慶府と改められた。肇慶府は広東省に属し、直属の高要・四会・新興・高明・広寧・陽春・陽江・開平・恩平の9県と徳慶州に属する封川・開建の2県、合わせて1州11県を管轄した。
清のとき、肇慶府は広東省に属し、高要・四会・新興・高明・広寧・鶴山・陽春・開平・恩平・封川・開建・徳慶州の1州11県を管轄した。
1913年、中華民国により肇慶府は廃止された。